# Ciclón Vardah
La tormenta ciclónica muy severa Vardah (o más conocido como: Ciclón Vardah) fue un ciclón tropical que se acerca al sur de la India. Es la cuarta tormenta ciclónica de la Temporada de ciclones en el Índico Norte de 2016, y la más fuerte en la cuenca desde el Ciclón Hudhud en 2014, así como la primera tormenta ciclónica severa que se formó en la temporada desde el Ciclón Madi en 2013.
Comenzó a formarse como una pequeña depresión tropical el 3 de diciembre, intensificándose gradualmente, fue designado BOB 06 por el Departamento Meteorológico de India (IMD) con vientos cercanos a 80 km/h (50 mph). La tormenta comenzó a desplazar hacia el norte hacia Andaman, desplazando hacia el oeste el 7 de diciembre, y pronto fue nombrada como el ciclón Vardah, la cuarta tormenta nombrada de la temporada de 2016.
El ciclón Vardah ha causado al menos 18 muertes y 1 millón de rupias (22 millones de dólares) en daños en las islas Andaman y Nicobar, Tailandia y Sumatra occidental. Como el ciclón más mortífero que afectó a las islas Andamán, Sumatra y Tailandia desde el Ciclón Jal en 2010.
Vardah se convirtió en una tormenta ciclónica severa el 9 de diciembre, antes de alcanzar el pico como una tormenta ciclónica muy severa con vientos de 130 km/h (80 mph) y una presión barométrica de 982 hPa (29.00 inHg) el 11 de diciembre. Degradó como una tormenta ciclónica severa, Vardah tocó a tierra en Chennai al día siguiente.
El nombre de Vardah, sugerido por Pakistán, se refiere a la rosa roja.

## Historia meteorológica

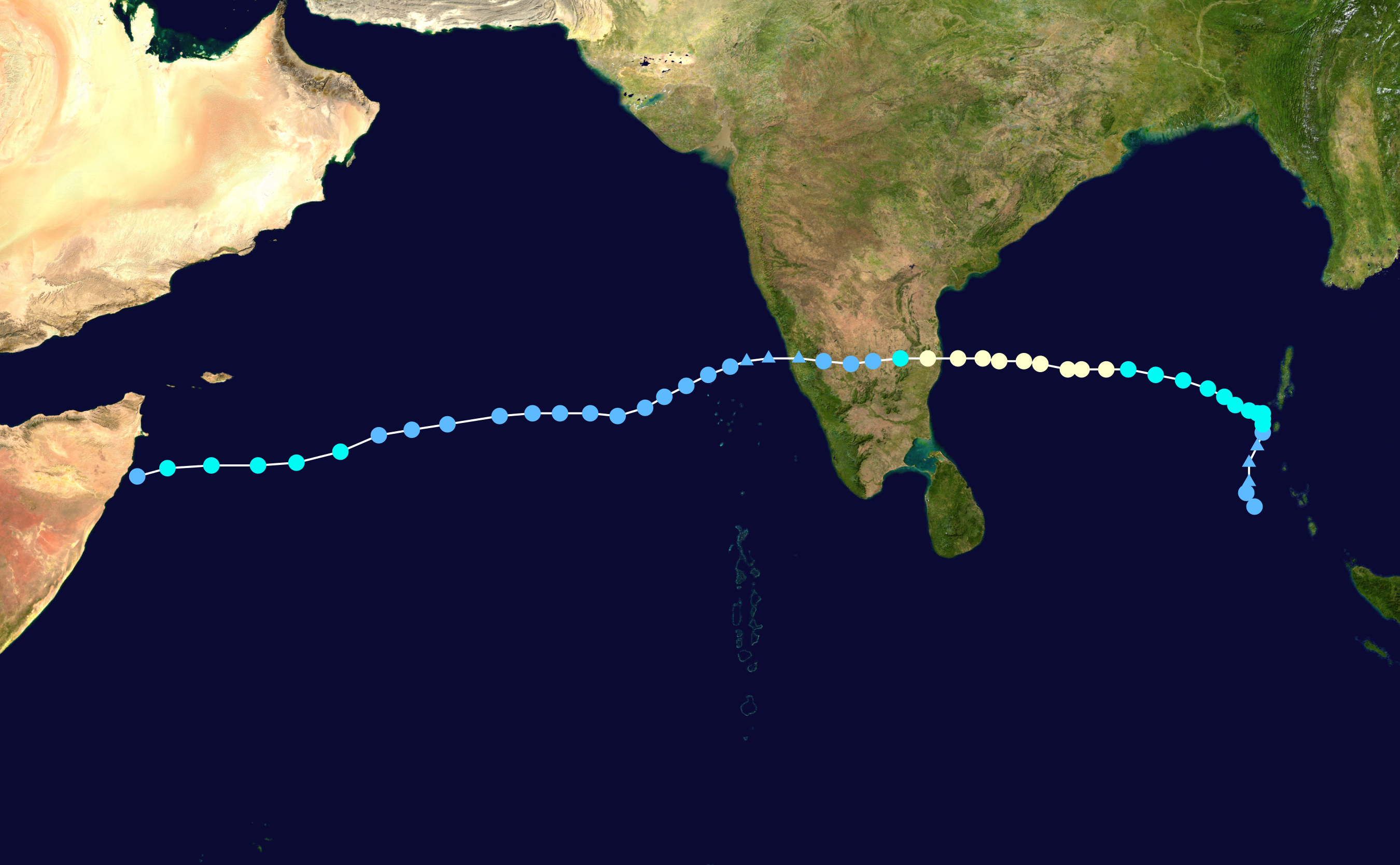
Mapa del ciclón Vardah de acuerdo con la Escala de huracanes de Saffir-Simpson

Un área baja de la presión formó en Malay y Sumatra del norte colindante. Emergió como disturbio tropical en los días siguientes mientras que se movía lentamente hacia el sureste Bahía de Bengala. En el momento en que emergió en la Bahía de Bengala, el IMD inmediatamente lo clasificó como depresión BOB 06 ya que se había organizado suficientemente con vientos de más de 45 km/h. Emergió en la Bahía de Bengala y comenzó a cobrar fuerzas como lo fue en una zona de viento bajo con temperaturas cálidas de la superficie del mar de 30C. Permaneciendo como una profunda depresión durante un corto tiempo, tanto el IMD como JTWC informaron que el 7 de diciembre, alrededor de las 5:30 a. m. (IST), la tormenta había alcanzado la intensidad ciclónica de la tormenta y se le asignó el nombre de Vardah. Vardah siguió intensificándose a medida que avanzaba muy lentamente hacia el norte-oeste y salió a la bahía abierta de Bengala el 8 de diciembre. En la Bahía de Bengala la tormenta se intensificó hasta convertirse en una severa tormenta ciclónica con vientos de más de 100 km/h. El IMD mejoró el sistema a una tormenta ciclónica muy severa y JTWC mejoró el sistema equivalente al ciclón la categoría 1. Observatorio de Hong Kong actualiza Vardah a un tifón en la tabla meteorológica el 10 de diciembre a las 8:00 p. m..
Al día siguiente, Vardah se debilitó en una severa tormenta ciclónica antes de aterrizar sobre la costa oriental de la India cerca de Chennai, Tamil Nadu con vientos de más de 100 km/h (60 mph). Posteriormente, se debilitó rápidamente en una depresión debido al tocar a tierra el 13 de diciembre

## Preparaciones e impacto

### Tailandia
El precursor bajo del Ciclón Vardah causó graves inundaciones en Tailandia, afectando a medio millón de habitantes en las provincias del sur del país. Al final de la semana, se observó más de 300 milímetros (12 pulgadas) de lluvia en la provincia de Nakhon Si Thammarat del país. Se informó que 14 personas murieron debido a las inundaciones

### India

#### Islas Andaman y Nicobar
Vardah trajo lluvias fuertes a las Islas Andaman y Nicobar como una profunda depresión. La bahía de Hut registró 166 mm (6,5 in) de lluvia el 6 de diciembre, mientras que Port Blair registró 167 mm (6.6 in) de lluvia el 7 de diciembre. Más de 1.400 turistas quedaron varados en las Islas Havelock y Neil del archipiélago.

#### Tamil Nadu

Vardah tocó a tierra sobre a las costas de India

Más de 16.000 personas fueron evacuadas de áreas bajas como resultado de Vardah. Las fuerzas armadas indias se mantuvieron en espera para cualquier operación de auxilio. Dos buques de guerra, el INS Shivalik y el INS Kadmatt, zarparon de Visakhapatnam a Chennai llevando equipos médicos, buzos, botes inflables de goma, un helicóptero integral y material que incluía comida, tiendas de campaña, ropa, medicamentos y mantas para ayudar con los esfuerzos. Quince equipos de la Fuerza Nacional de Respuesta a Desastres se desplegaron en varias regiones costeras.
Vardah cruzó la costa oriental de India cerca de Chennai en las horas de la tarde del 12 de diciembre. Los vientos se estimaron en 100 km/h (62 mph). Más de 260 árboles y 37 postes eléctricos fueron caídos por la tormenta. Se bloquearon 224 carreteras y se dañaron 24 cabañas. Se informó que cuatro personas murieron debido a los acontecimientos de la tormenta. Las escuelas y los colegios en Chennai y Kanchipuram fueron cerrados entre el 12 y 13 de diciembre debido al ciclón.
El transporte público fue afectado por Vardah. El Aeropuerto Internacional de Chennai fue cerrado por lo menos hasta las 11:00 p. m. IST (5:30 p. m. UTC) el 12 de diciembre a raíz de la tormenta, dejando cerca de 500 pasajeros varados. Los ferrocarriles indios suspendieron las operaciones de los 17 trenes de la subcentración que se originan de Chennai, y los servicios ferroviarios suburbanos fueron cancelados también. Los servicios de Metro de Chennai también fueron afectados después de que se cortó el suministro eléctrico.